# Montée des 4 000 marches

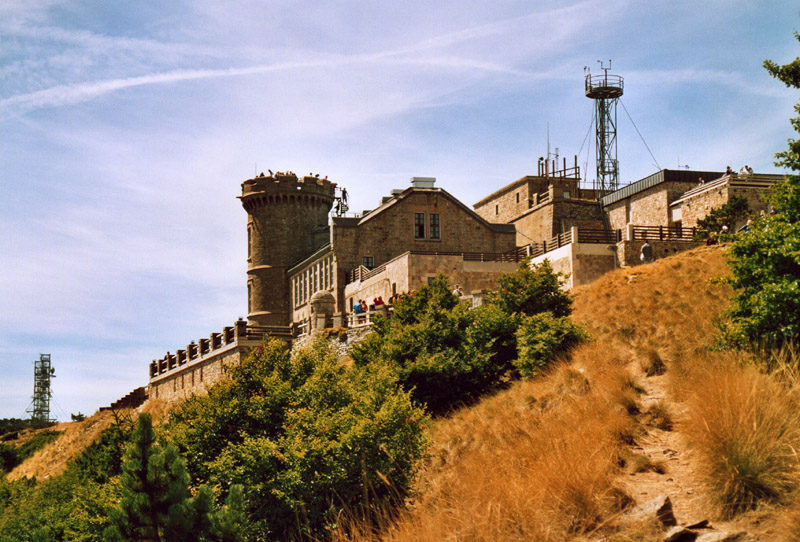
Observatoire du Mont Aigoual.

La Montée des 4 000 marches est une randonnée sur le versant sud du mont Aigoual.
Elle tire son nom des marches du parvis de l'église de Valleraugue, d'où commence le circuit, qui se poursuit par un passage constitué de « marches » rocheuses de 20 à 70 cm de haut.
Avec un dénivelé de plus de 1 200 mètres sur une distance de 8,2 km, le parcours permet de rejoindre l'Observatoire météorologique du Mont Aigoual à 1 567 mètres d'altitude, la course fait 10,8 km.
Les premiers kilomètres de l'ascension sont les plus difficiles avec une forte pente et les fameuses marches. Mais la partie forestière qui suit est plus douce, ombragée, ce qui peut être appréciable en été mais aussi un peu plus longue. On y rencontre des châtaigniers et des hêtres. Des prairies et une partie rocheuse apparaissent à la sortie du bois jusqu'à atteindre une source. Des fougères se situent un peu plus haut. On rencontre dans la dernière partie du sentier, passant à proximité de l'Arboretum de l'Hort de Dieu, des conifères puis des pâturages granitiques.
Chaque année, le premier dimanche du mois de juin, se déroule une course en montagne. Elle a servi de support aux championnats d'Europe de course en montagne 1995 et aux championnats de France de course en montagne 1993. Cette course s'effectue sur une distance de 10,8 km car les coureurs traversent préalablement le village de Valleraugue.

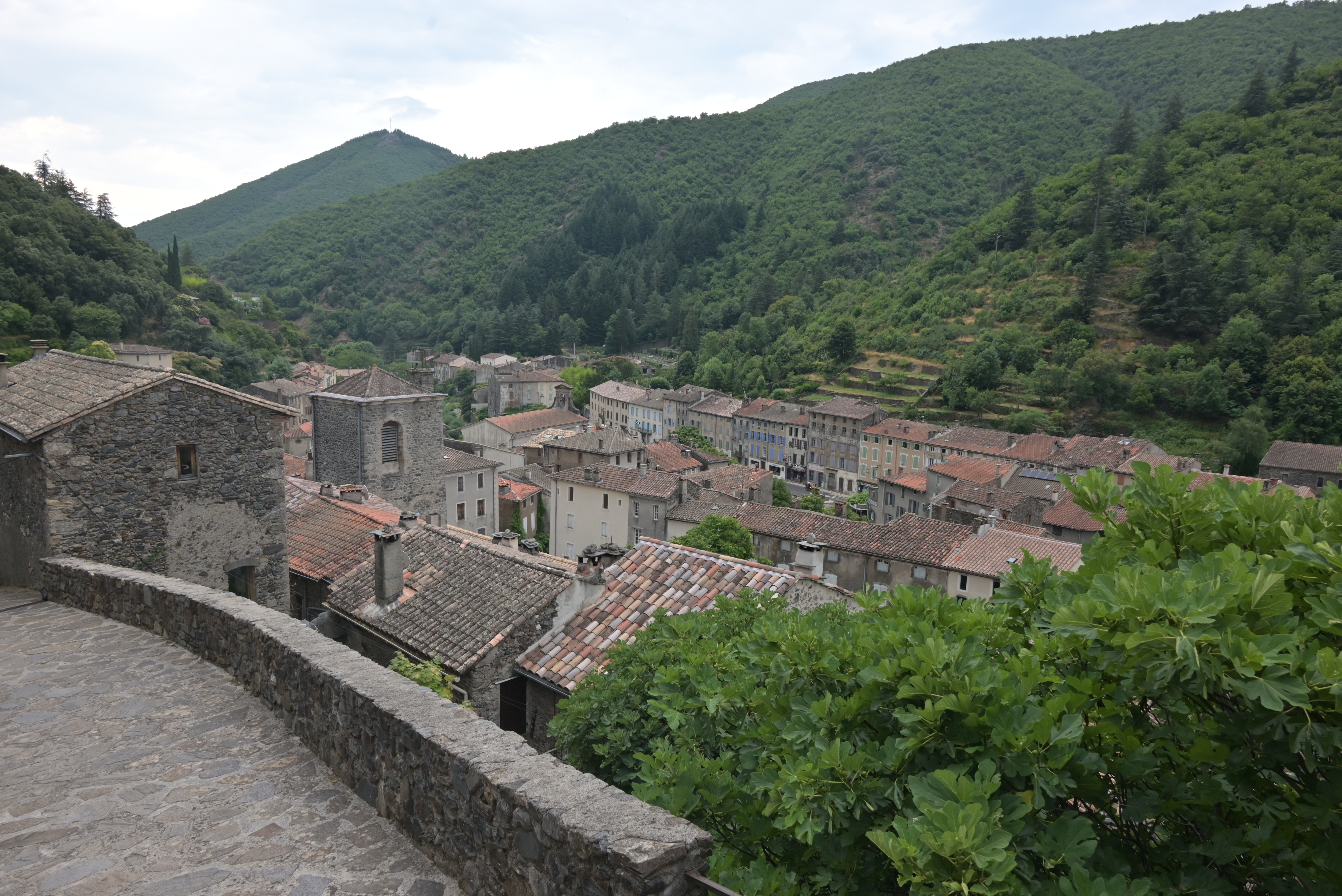
Le village vu du Belvédère, première étape de la montée.
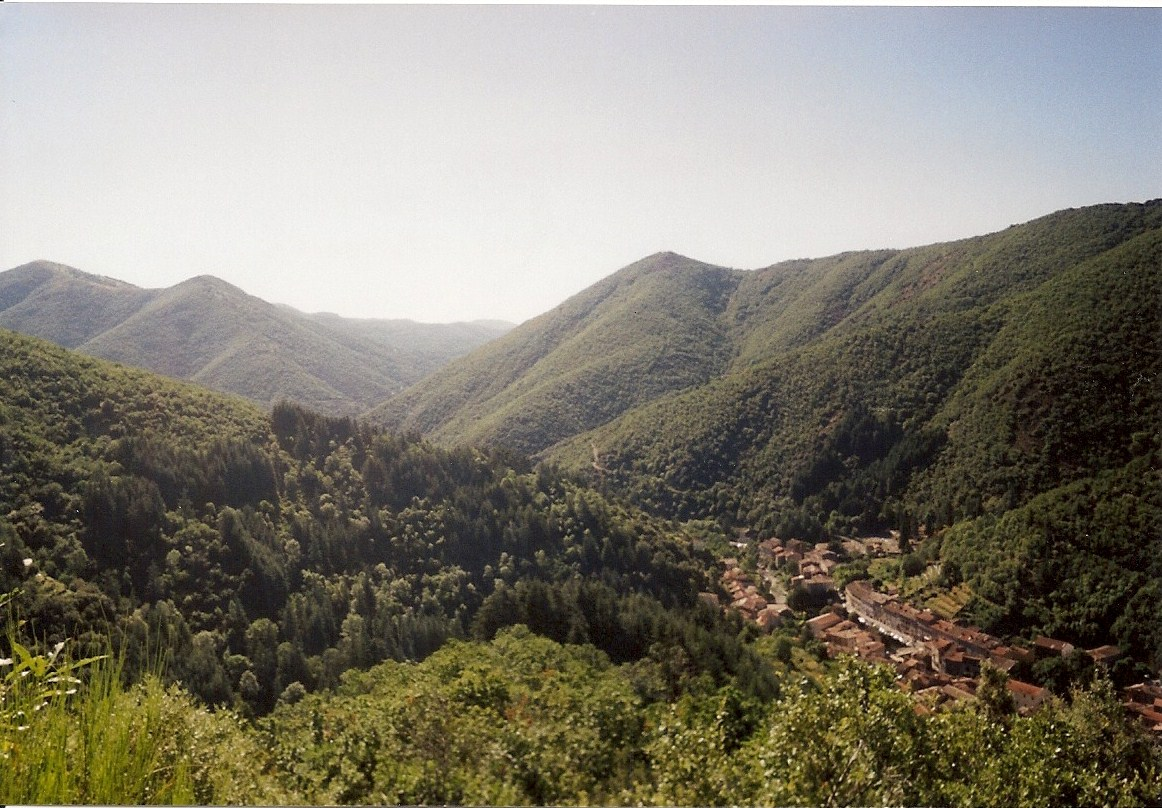
Dès les trois premiers kilomètres, on domine Valleraugue.
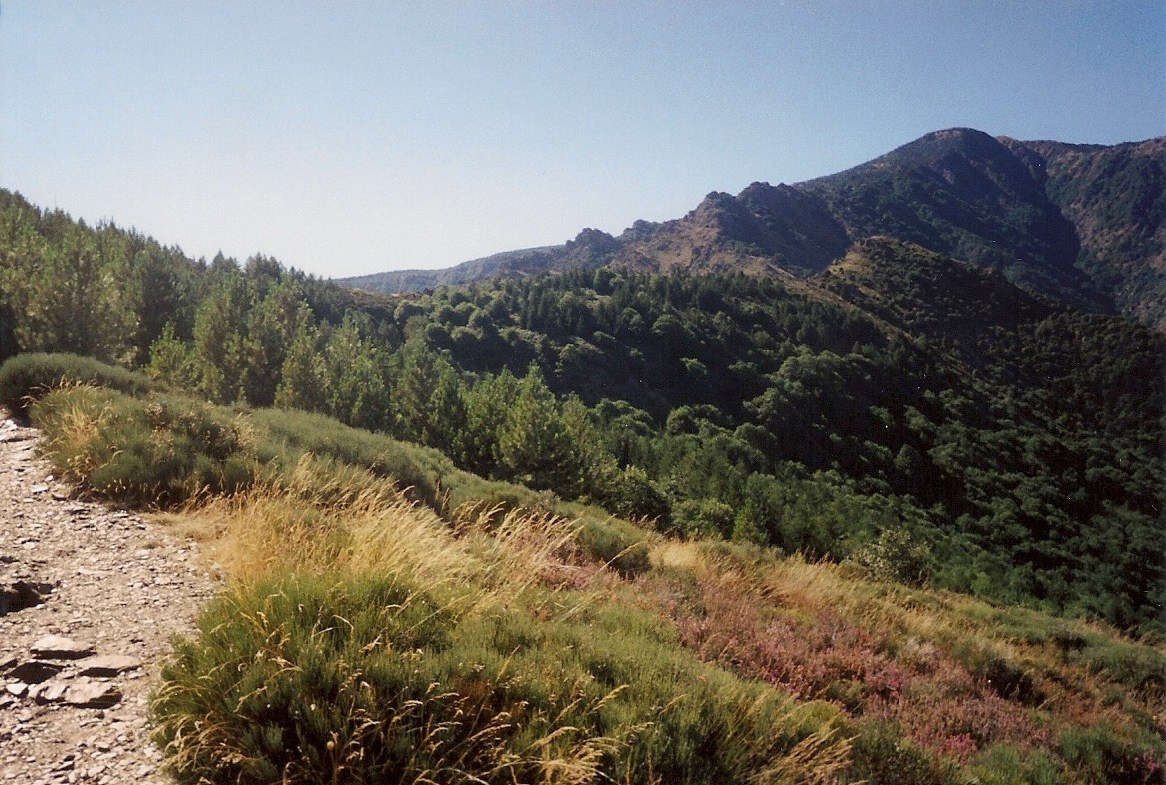
Une partie rocheuse après quelques pins apparaît à la sortie de la forêt.
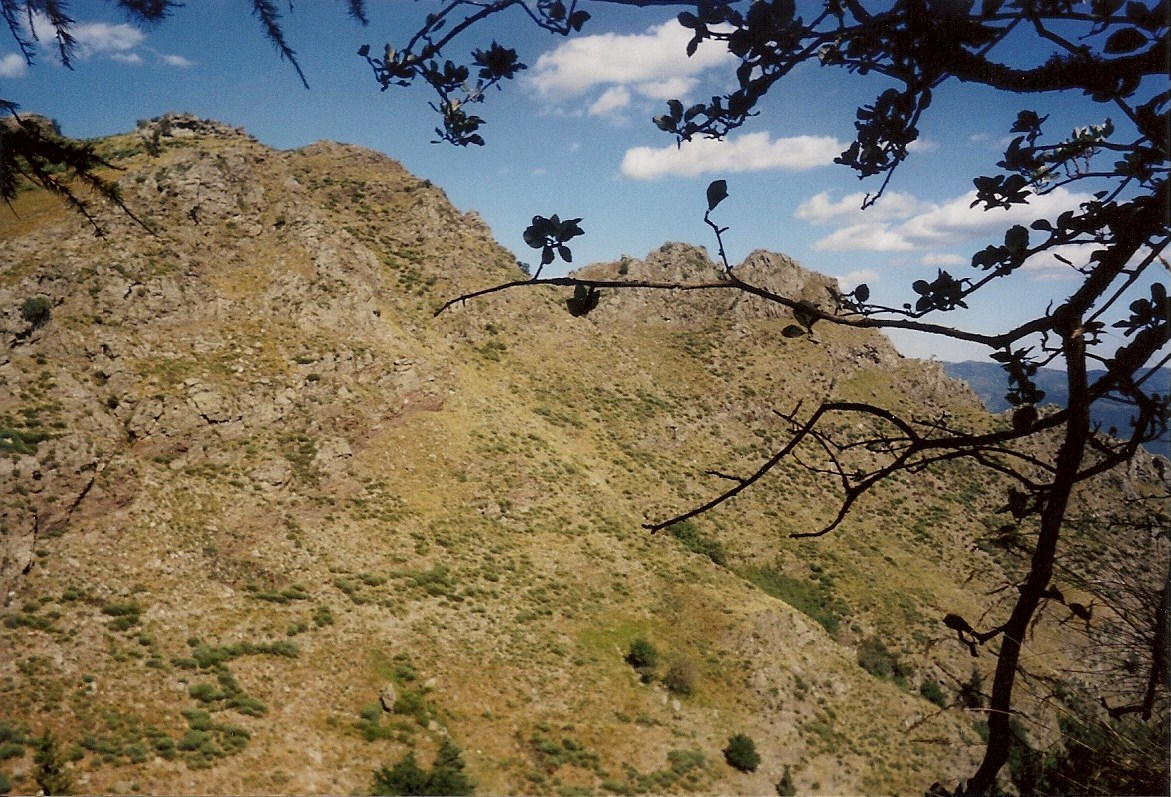
Le sentier passe par des rochers.